# Dareka no Manazashi
Dareka no Manazashi (だれかのまなざし?  La mirada de alguien) es un cortometraje de anime japonés escrito y dirigido por Makoto Shinkai. Inicialmente se proyectó en el Foro Internacional de Tokio el 10 de febrero de 2013, aunque también se mostró junto con la película El jardín de las palabras durante su estreno en Japón el 31 de mayo de ese año. Posteriormente se publicó en YouTube desde septiembre de 2013 hasta enero de 2014. Dareka no Manazashi es una historia ligeramente futurista sobre la maduración de una joven recientemente independiente y su relación cambiante con su padre. La historia se desarrolla a través de escenas que recuerdan su vida familiar y la conexión que la niña y su padre comparten con el gato de la familia.
La película fue producida por CoMix Wave Films, NEST y TYO M1 Production en colaboración con The Answer Studio Co., Ltd. El elenco de voces incluye a Fumi Hirano, Satomi Hanamura y Shinji Ogawa. La narración de Hirano fue crucial para ayudar a Shinkai a estructurar la película. Otro personal destacado incluyó a Makoto Taiga, Miho Suzuki y Takumi Tanji. Akihisa Matsuura dirigió la música, y Kazusa escribió y cantó el tema principal, «Sore de Ii yo» (それでいいよ?  Todo está bien), que tenía como objetivo coincidir con los gustos de una generación más joven.
Las críticas y comentarios en línea elogiaron universalmente la película como sincera y artísticamente vibrante, aunque fue criticada por su brevedad. Se describió como «profundamente emocional», particularmente para los espectadores mayores debido a su énfasis en los lazos familiares a medida que la familia cambia con el tiempo.

## Argumento
Ambientada en un futuro cercano, la historia se centra en una hija recientemente independiente, Aya Okamura (岡村綾 Okamura Aya?), sus padres y su gato Mii (ミ一?). Aya había aceptado recientemente un trabajo que le permitió mudarse de casa, y su padre, Kōji (浩司?), vive solo en casa con su gato, mientras que la madre de Aya, Minako (美菜子?), trabaja en el extranjero. Mii es un gato viejo, originalmente obtenido como un gatito por el padre de Aya para ayudar a su pequeña hija a sobrellevar la ausencia de su madre, y ahora tiene mala salud. La historia está narrada desde la perspectiva del gato.
La historia comienza con Aya regresando a casa después de un duro día de trabajo. Después de relajarse en su cama, recibe una llamada telefónica de su padre, que quiere cenar con ella; sin embargo, se niega mintiendo acerca de que todavía está en el trabajo. Luego, el narrador recuerda la infancia y la vida familiar de Aya, en particular insistiendo en cómo su madurez e independencia habían creado una distancia entre ella y su padre, que se siente cada vez más solo pero feliz por ella. Más tarde esa noche, Aya se despierta con otra llamada telefónica de su padre. Al enterarse de la muerte de Mii, visita a su padre y almuerza con él, una experiencia que los acerca a los dos. Más tarde, Aya visita a su padre para ver el nuevo gatito que compra. Al mismo tiempo, su madre toca el timbre y la familia se reencuentra, renovada su felicidad.

## Producción
Dareka no Manazashi fue escrito y dirigido por Makoto Shinkai, quien dirigió Hoshi no Koe y 5 centímetros por segundo. Fue producido por CoMix Wave Films, NEST y TYO M1 Production en colaboración con The Answer Studio Co., Ltd. El asistente de dirección fue Makoto Taiga, el director de animación y diseñador de personajes fue Miho Suzuki, y el director de arte fue Takumi Tanji. La música fue dirigida por Akihisa Matsuura, y el tema principal, «Sore de Ii yo» (それでいいよ?  Todo está bien), fue interpretado por la cantautora Kazusa. Shinkai dijo que eligió a Kazusa para interpretar el tema principal porque podía proporcionar «el tipo de música que encuentran los jóvenes», que encaja con el tema de la película. El elenco de voces incluye a Fumi Hirano como Mii, Satomi Hanamura como Aya Okamura y Shinji Ogawa como Kōji Okamura. El cortometraje tiene una duración de 6 minutos y 40 segundos.
El cortometraje fue realizado con el apoyo de Nomura Real Estate Group para su «Proud Box Appreciation Festival» (プラウドボックス感謝祭?), una exposición de vida hogareña en el Foro Internacional de Tokio. Según Shinkai, el mayor desafío en el proyecto era mantener la animación a la vez breve y entretenida, al tiempo que cubría los dos temas principales: los lazos familiares y el futuro. La narración de Hirano, que proporcionó los antecedentes de los personajes y una visión de sus personalidades, ayudó a Shinkai a estructurar la película.

## Lanzamiento
Dareka no Manazashi se anunció en el sitio web oficial de Shinkai el 10 de enero de 2013. El 23 de enero, Nomura Real Estate Group transmitió el tráiler y anunció planes para proyectar el cortometraje el 10 de febrero, durante el «Proud Box Appreciation Festival». El 22 de mayo de 2013, Shinkai tuiteó que también incluiría el corto con el estreno japonés de El jardín de las palabras el 31 de mayo de 2013. Las dos películas también se proyectaron juntas para el estreno cinematográfico italiano el 21 de mayo de 2014.
La película completa se subió a YouTube a través de ProudChannel de Nomura Real Estate Group el 5 de septiembre de 2013, y se transmitió a partir del 9 de septiembre. Se agregaron subtítulos en inglés el 11 de septiembre. Originalmente estaba programado para ser retirado el 12 de enero de 2014, pero permaneció disponible hasta el 21 de enero. Durante los cuatro meses que estuvo disponible, fue visto más de 745 000 veces. El 28 de marzo de 2014, Dareka no Manazashi se incluyó con los «Extras» en la edición limitada del DVD de El jardín de las palabras distribuido por Kazé en Alemania (subtitulado en alemán).

## Recepción
Dareka no Manazashi fue recibido positivamente en Japón y atrajo un interés particular una vez que estuvo disponible en YouTube. Megumi Sawai de RocketNews24 citó lo que ella llamó comentarios típicos en línea sobre la película, todos los cuales describieron el impacto emocional que tuvo: «Fue muy bueno y profundamente emotivo». «Sin esperanza, me quedé hasta las lágrimas». La propia Sawai atribuyó a la película la alta calidad del arte y su mensaje, diciendo que le recordaba los «lazos entre los miembros de la familia, que permanecen sin cambios incluso cuando cambia la forma de una familia». ASCII.jp dijo que «incluso los espectadores jóvenes pueden sentirse conmovidos por la simpatía» después de verlo, pero que su mayor impacto emocional podría ser para las audiencias mayores.
Según Curtis Stone de Geekenstein, la obra de arte era «vibrante y meticulosa» y la historia era «excepcional», y junto con su ejecución y desarrollo de personajes, sintió que Dareka no Manazahshi era «absolutamente cautivador» a pesar de su brevedad. Stone estaba muy impresionado por cómo la gente podía relacionarse tan fácilmente con los personajes emocionalmente, a pesar de la brevedad de la película. Su única crítica menor fue que el final dejó abiertas preguntas tentadoras sobre el futuro de la familia, aunque señaló que esto no quitó mérito al mensaje de la película. UKAniFest calificó el cortometraje de «conmovedor» y lo caracterizó como una de esas «pequeñas joyas» difíciles de encontrar.